# Arthur Hodister
Arthur Hodister, né le 14 août 1847, mort le 15 mars 1892, était un commerçant d'ivoire travaillant pour le compte de la Société du Haut Congo. Il fut aussi journaliste pour des journaux européens. Il parlait trois langues du Congo.
En 1883, il commence sa carrière au service du Comité d’études du Haut-Congo. On le charge tout d'abord de commander un nouveau poste à Massabé (Massabi ?), au nord de l’embouchure du Shiloango.
Il était associé à la Société anti-esclavagiste belge.
En 1892, le Syndicat Commercial du Katanga l'envoya dans les territoires occupés par les Arabes au sud de Stanley Falls, pendant les campagnes de l'État indépendant du Congo contre les Arabo-Swahilis.
Il rencontra le chef Tyabo, assista à son quinzième mariage et à des sacrifices humains lors de funérailles.
Il créa deux stations sur la rivière Lomami, ce qui lui fut reproché par l'administration du Congo, car il aurait outrepassé la concession qui lui avait été faite, le lieutenant belge Le Marinel ayant pressenti que s'approcher des territoires arabes pouvait entraîner des représailles auxquelles il n'était pas en position de répliquer.
Le 15 mars 1892, près de Riba Riba (aujourd'hui Lokandu), il tomba avec dix compagnons entre les mains d'Arabes esclavagistes qui le torturèrent et le décapitèrent. Le journal The Times rapporta que sa tête fut fichée sur un poteau et son corps dévoré. Ses meurtriers furent arrêtés par les Belges dirigés par Francis Dhanis.
Il aurait été un des personnages ayant inspiré la nouvelle de Joseph Conrad, Au cœur des ténèbres.